# Centrum Rozwoju Zasobów Ludzkich

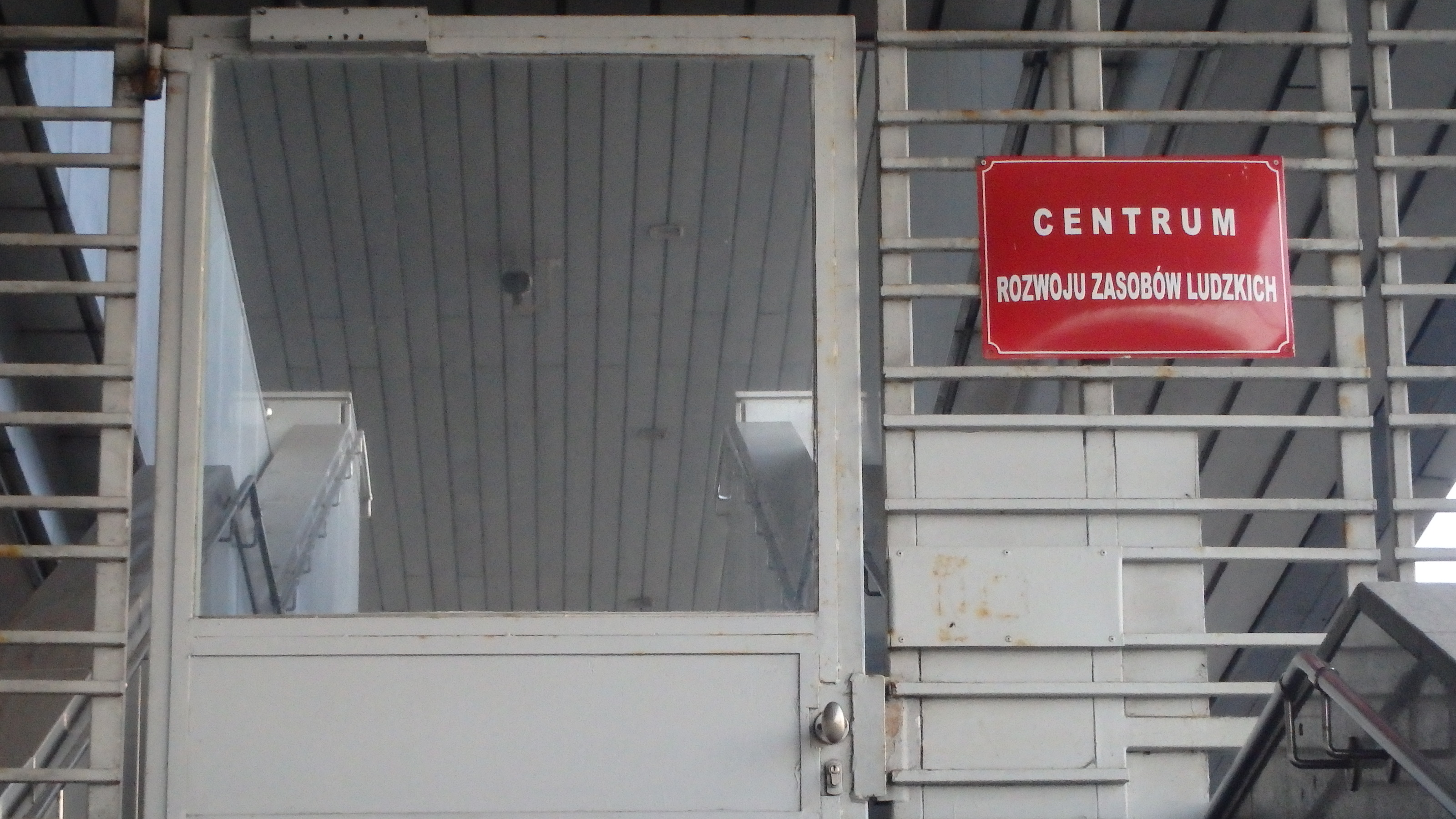
Siedziba

Centrum Rozwoju Zasobów Ludzkich (Centrum RZL, CRZL) – polska instytucja powołana przez Ministra Pracy i Polityki Społecznej 5 marca 2007 roku. Głównym zadaniem jest pośredniczenie w procesie realizacji części projektów dofinansowywanych z Europejskiego Funduszu Społecznego. 
Podstawowym dokumentem dla działalności jest Program Operacyjny Kapitał Ludzki (PO KL).
Kierownictwo Centrum RZL:
- dr Dariusz Kapusta, Dyrektor Centrum RZL

Zadania Centrum Rozwoju Zasobów Ludzkich to m.in. monitorowanie, rozliczanie i kontrola projektów realizowanych przez beneficjentów Europejskiego Funduszu Społecznego:
- Centralny Zarząd Służby Więziennej,
- Ministerstwo Sprawiedliwości,
- Ochotnicze Hufce Pracy,
- Państwowy Fundusz Rehabilitacji Osób Niepełnosprawnych,
- Pion Realizacji Projektów Centrum Rozwoju Zasobów Ludzkich.

Centrum jako Instytucja Wdrażająca (IW) jest odpowiedzialna za wdrożenie następujących Działań w ramach Priorytetu I Programu Operacyjnego Kapitał Ludzki „Zatrudnienie i integracja społeczna”: 
- Działanie 1.1 Wsparcie systemowe instytucji rynku pracy
- Działanie 1.2 Wsparcie systemowe instytucji pomocy i integracji społecznej
- Część Działania 1.3 Ogólnopolskie programy integracji i aktywizacji zawodowej (Poddziałania: 1.3.3, 1.3.4, 1.3.5, 1.3.6, 1.3.7)

Szczegółowe zadania CRZL określają:
- porozumienie zawarte między Ministerstwem Pracy i Polityki Społecznej a Centrum Rozwoju Zasobów Ludzkich (IP - IP2)
- szczegółowy opis priorytetów.

19 lutego 2009 r. Minister pracy i polityki społecznej powierzył także Centrum Rozwoju Zasobów Ludzkich obsługę części działań związanych z realizacją Programu Operacyjnego Funduszu Inicjatyw Obywatelskich w latach 2009-2010. Szczegółowe zadania CRZL jako Instytucji Wdrażającej PO FIO zostały określone w odpowiednim Porozumieniu. Nadzór nad jego realizacją wykonuje Departament Pożytku Publicznego w Ministerstwie Pracy i Polityki Społecznej.
Zarządzeniem nr 46 Ministra Rodziny i Polityki Społecznej, z dnia 30 grudnia 2015 r., Centrum zostanie zlikwidowane z datą 30 czerwca 2016 r. 
Ministerstwa, z którymi współpracuje CRZL:
- Ministerstwo Pracy i Polityki Społecznej
- Ministerstwo Rozwoju Regionalnego
- Ministerstwo Spraw Wewnętrznych i Administracji
- Ministerstwo Sprawiedliwości